# Друштво 5.0
Друштво 5.0 је концепт будућег друштва створеног кроз нову индустријску револуцију, који је увела јапанска влада 2016. План предлаже ефикаснију интеграцију различитих технологија, као што је вештачка интелигенција у друштво.
Појавило се као конкретна визија и прихватање Четврте индустријске револуције, а први га је увео Савет за науку, технологију и иновације при кабинету јапанске владе.Представљање Друштва 5.0 одвијало се у оквиру петог Основног плана за науку и технологију, који је представио покојни јапански премијер Шинзо Абе 2019. Овај приступ предвиђа друштво усредсређено на човека које усклађује економски напредак са резолуцијом друштвени изазови. Сугерише да се ова равнотежа може постићи интеграцијом сајбер простора и физичког простора. 

## Циљ
Циљ Друштва 5.0 је да омогући свакој особи, која обухвата наше друштво и појединце, да доживи безбедан, удобан и здрав живот, а истовремено има прилику да испољи свој жељени стил живота. Друштвена трансформација унутар Друштва 5.0 има за циљ успостављање прогресивног друштва које превазилази тренутни осећај стагнације. Замишља друштво у коме појединци имају узајамно поштовање, превазилазе генерацијске границе и где свако може да води активан и пријатан живот.

## Историја
Термин Друштво 5.0 потиче од намере стварања петог новог друштва на најбољи начин искористивши дигиталну трансформацију, након што је прошао кроз неколико друштава као што су ловачко друштво (Друштво 1.0), аграрно друштво (Друштво 2.0), индустријско друштво (Друштво 3.0), и информационо друштво (Друштво 4.0).

#### Друштво 1.0 (Ловачко друштво)
Друштво ловаца-сакупљача је антрополошки концепт који карактерише начин живота друштва као зависност од лова и сакупљања дивљих животиња и биљака за издржавање. Верује се да су сва људска друштва следила ловачко-сакупљачки начин живота све до појаве пољопривреде током неолитске ере/периода.

#### Друштво 2.0 (Пољопривредно друштво)
Пољопривредно друштво је друштвена структура у којој се привреда првенствено ослања на пољопривреду. Порекло аграрних друштава везује се за неолитску револуцију, познату и као Прва пољопривредна револуција, која се одиграла током неолита или каменог доба. Ова друштва су опстајала у разним деловима света хиљадама година од тада, па све до данас, што их чини најраспрострањенијим обликом друштвене и економске организације кроз историју људског организационог рада у прединдустријским временима. 

#### Друштво 3.0 (Индустријско друштво)
Индустријско друштво је оно које је постигло значајан напредак у индустријализацији, а назива се и индустријализовано друштво. У многим случајевима, индустријска друштва прате претходну фазу коју карактерише пољопривредно друштво, укључујући пуну употребу технологија у различитим областима за друштво усредсређено на човека. 

#### Друштво 4.0 (Информационо друштво)
Информационо друштво је друштво у ком активности које се односе на коришћење, генерисање, ширење и инкорпорирање информација имају велики значај. Примарни катализатори иза овог феномена су информационе и комуникационе технологије, које су довеле до брзог развоја аутоматских машина и робота за револуцију индустрије и информација. 

## Технолошке апликације
Извештај Јапанског Националног института за напредну индустријску науку и технологију наводи следећих шест тема као основне технологије за реализацију Друштва 5.0:
- Технологија за унапређење људских способности, неговање осетљивости и омогућавање контроле у оквиру сајбер-физичких система (ЦПС).
- АИ хардверска технологија и АИ системи апликација.
- Саморазвијајућа безбедносна технологија за АИ апликације.
- Високо ефикасна мрежна технологија заједно са напредним уређајима за унос и излаз информација.
- Технологија производног система нове генерације дизајнирана да олакша масовно прилагођавање.
- Нова технологија мерења прилагођена дигиталним производним процесима.

Јапанска пословна федерација покренула је „Друштво 5.0 за СДГ“ у складу са циљевима одрживог развоја Уједињених нација (СДГ) због компатибилности између Друштва 5.0 и СДГ.